# 佐野武治
佐野 武治（さの たけじ、1930年5月11日 - 2011年3月4日）は、日本の照明技師。倉敷芸術科学大学メディア映像学科非常勤講師。日本映画テレビ照明協会会長。

## 人物・来歴
1930年5月11日、京都府京都市に生まれる。
1948年、京都府尋常中学校（現在の京都府立洛北高等学校）卒業後、松竹京都撮影所に入社。
1957年（昭和32年）、同撮影所の契約技師となる。
1964年、松竹京都撮影所閉所にともないフリーランスの照明技師となり、約5,000本の映画作品の照明を手がける。
晩年も現役の照明技師で、照明歴は実に60年、照明の神様である。
その傍ら、日本映画テレビ照明協会会長である。
2008年より倉敷芸術科学大学メディア映像学科非常勤講師に就任。
タバコの銘柄はショートピース（両切）、ヘビースモーカーで有名である。
- 照明を絵に例えて、「カメラマンがスケッチをした後に我々が色をつけていく」と答えている[要出典]。
- サントリートリスのCM『雨と子犬』の照明でも知られる[2]。
- 晩年は、後輩スタップに仕事をすることは、当たり前。ブラッシュアップ する究極は、すべて雑談の中。

2011年3月4日、肝臓がんのため京都府内の病院で死去。80歳没。

## 主な作品
映画
- 1957年 喰いだおれ一代 松竹京都
- 1959年 江戸遊民伝 松竹京都
- 1960年 忍術武者修行 松竹京都
- 1960年 中乗り新三　天竜鴉 松竹京都
- 1961年 喜劇　金の実る樹に恋が咲く 松竹京都
- 1963年 丹下左膳 松竹京都
- 1964年 道場破り 松竹京都
- 1964年 続・道場破り 問答無用 松竹京都
- 1964年 忍法破り必殺 松竹京都
- 1965年 殴り込み侍 松竹京都
- 1966年 五匹の紳士 俳優座
- 1966年 スチャラカ社員 松竹大船
- 1967年 ゴメスの名はゴメス・流砂 俳優座
- 1967年 無理心中日本の夏 創造社
- 1968年 喜劇　夫婦善哉 松竹大船
- 1968年 帰って来たヨッパライ 創造社
- 1970年 無常 実相寺プロ＝日本ATG
- 1971年 曼陀羅 実相寺プロ＝日本ATG
- 1971年 沈黙 SILENCE 表現社＝マコインターナショナル
- 1973年 青幻記 遠い日の母は美しく 青幻記プロ
- 1975年 冒険者たち 冒険舎
- 1977年 歌麿 夢と知りせば 太陽社
- 1977年 はなれ瞽女おりん 表現社
- 1978年 ピンク・レディーの活動大写真 T&Cミュージック
- 1980年 影武者 東宝＝黒澤プロ
- 1981年 悪霊島 角川春樹事務所
- 1981年 曽根崎心中 栗崎事務所
- 1984年 瀬戸内少年野球団 YOUの会＝ヘラルド・エース
- 1985年 乱 ヘラルド・エース＝グリニッチ・フィルム
- 1986年 近松門左衛門 鑓の権三 松竹＝表現社
- 1989年 舞姫 ヘラルド・エース＝テレビ朝日
- 1990年 夢 黒澤プロ
- 1991年 八月の狂詩曲 黒澤プロ＝フィーチャーフィルム
- 1993年 まあだだよ 大映＝電通＝黒澤プロ
- 1993年 虹の橋 小川企画
- 1996年 ぼくは勉強ができない アミューズ＝フジテレビジョン＝TSUTAYA
- 2000年 雨あがる 「雨あがる」製作委員会
- 2003年 鏡の女たち グルーヴコーポレーション＝現代映画
- 2004年 理由 WOWOW＝PSC

## 受賞歴
- 日本アカデミー賞 1985年 最優秀照明賞 映画『瀬戸内少年野球団』
- 第10回日本アカデミー賞 1986年 照明賞 映画『鑓の権三』[3]
- 日本アカデミー賞 1991年 照明賞 映画『夢』
- 日本アカデミー賞 1992年 最優秀照明賞 映画『八月の狂詩曲』[4]
- 日本アカデミー賞 1994年 最優秀照明賞 映画『虹の橋』『まあだだよ』
- 日本アカデミー賞 2001年 最優秀照明賞 映画『雨上がる』